# Fruhstorferia klossi
Fruhstorferia klossi är en skalbaggsart som beskrevs av Ohaus 1926. Fruhstorferia klossi ingår i släktet Fruhstorferia och familjen Rutelidae. Inga underarter finns listade i Catalogue of Life.